# 假离婚
假离婚是指计划在离婚后维持实质上的配偶关系的解除婚姻關係的行爲。

## 中华人民共和国
中华人民共和国各级政府或相关机构制定的公共政策造成单身人士比已婚者获得更多权益，是造成假离婚在中国大陆高发的因素。中国大陆常见的假离婚与假结婚类似，发生于房屋征收、购置房产等过程中。
在房屋交易过程中，获得购房资格、降低房屋贷款的首付款比例和节税是个人选择假离婚的重要原因。2016年2月22日，实行的中华人民共和国财政部、国家税务总局、中华人民共和国住房和城乡建设部《关于调整房地产交易环节契税、营业税优惠政策的通知》后，针对已婚人士的房产税下调，假离婚不再起节税作用，但仍能降低首付款比例。2017年来自北京的假离婚实例中，一对夫妻通过假离婚，取得购房资格，由此得到了超过一百万元人民币的经济收益，获得近十年的个人收入。与之相比，2016年北京市全市居民人均可支配收入仅5.2万元。